# Kościół Świętych Apostołów Szymona i Judy Tadeusza w Pogwizdowie
Kościół Świętych Apostołów Szymona i Judy Tadeusza w Pogwizdowie – rzymskokatolicki kościół parafialny znajdujący się w Pogwizdowie w powiecie bocheńskim województwa małopolskiego.

## Historia kościoła
Kościół został zbudowany na przełomie XV i XVI wieku. W XVII w. dobudowano wieżę i w niej umieszczono dzwony. Gruntowny remont i przebudowę kościoła przeprowadził, przy wielkiej pomocy parafian, ks. Franciszek Siedlik w latach 1906-1926. W trakcie prac usunięto wieżę, przedłużono nawę ku zachodowi, wzniesiono kamienną dzwonnicę, zbudowano nową zakrystię, wymieniono pokrycie dachu z gontu na blachę i wzniesiono nową, neogotycką wieżyczkę na sygnaturkę.
Świątynia jest budowlą późnogotycką z neogotyckimi modyfikacjami, konstrukcji drewnianej, zrębowej, szalowana. Dwa portale (boczny do nawy i do zakrystii) są profilowane, zamknięte łukiem (tzw. oślego grzbietu) z przełomu XV i XVI wieku. Polichromia na ścianach figuralna, na sklepieniach motywy roślinne nawiązujące do gotyckiego malarstwa patronowego, wykonane w 1959 przez Waleriana Kasprzyka. Wyposażenie wnętrza jest barokowe, trzy ołtarze z drugiej połowy XVII wieku. Znajdują się tam także krucyfiks z początku XVI w. oraz krucyfiks i rzeźba św. Marii Magdaleny na belce tęczowej z przełomu XVII i XVIII wieku.